# Guarda-rios gigante
Guarda-rios-gigante, também conhecido como pica-peixe-gigante  (Megaceryle maxima) é o maior guarda-rios da África. É dividido em duas subespécies, M. m. maxima, encontrado em campo aberto, e M. m. gigantea, na floresta tropical.